# Jesper Thybo
Jesper Søndergaard Thybo est un joueur d'échecs danois né le 10 janvier 1999.
Au 1er mars 2020, il est le numéro deux danois avec un classement Elo de 2 590 points.

## Biographie et carrière
Thybo remporta le championnat d'Europe des moins de 18 ans en 2017. Il marque 6 points sur 9 à la Rilton Cup 2019-2020 et finit deuxième du tournoi sur invitation Extracon à Gilleleje en janvier 2020 avec 6,5 points sur 9.
Il obtient le titre de grand maître international en février 2020.
il remporte le Championnat du Danemark d'échecs en 2025 .